# 卡夏纳泰尔梅
卡夏纳泰尔梅（義大利語：Casciana Terme），原为意大利托斯卡纳大区比萨省的一个市镇。总面积36.42平方公里，人口3702人，人口密度101.6人/平方公里（2009年）。ISTAT代码为050007。
2014年1月1日，卡夏纳泰尔梅和拉里合并为新的卡夏纳泰尔梅-拉里市镇。